# 天主教普卡爾帕宗座代牧區
天主教普卡爾帕宗座代牧區（拉丁語：Vicariatus Apostolicus Pucallpaënsis）是秘魯一個羅馬天主教宗座代牧區，直屬聖座。
宗座代牧區於1956年3月2日成立，包括烏卡亞利大區北部和瓦努科大區東部。2010年有教友408,000人（佔轄區總人口76.8%）、廿二個堂區、卅三名司鐸。現任宗座代牧為奧斯定·瑪爾定·基哈諾-羅德里格斯，榮休宗座代牧為若望·類斯·馬爾坦-比松和嘉耶當·加爾布塞拉-富馬加利。